# Бернард (герцог Каринтии)
Бернард (нем. Bernhard; ок. 1181 — 4 января 1256) — герцог Каринтии с 1201 года из династии Спанхеймов.

## Биография
Бернард был младшим сыном Германа, герцога Каринтии, и Агнессы Бабенберг, дочери австрийского герцога Генриха II Язомирготта. В 1201 году его старший брат Ульрих II, больной проказой, отрёкся от престола в пользу Бернарда.
Правление Бернарда в Каринтии продолжалось более полувека.
За это время герцогство заметно усилилось экономически и политически. Началась чеканка собственной монеты в Санкт-Файте. Успешно развивалась торговля и ремесло в главных городах государства: Санкт-Файте, Клагенфурте и Фолкермаркте. Двор герцога стал значительным центром средневекового искусства, прежде всего музыки трубадуров и миннезингеров. Бернард поощрял современную ему рыцарскую культуру и проводил в своём государстве крупные рыцарские турниры (так на турнире 1224 года во Фризахе участвовали практически все монархи Юго-Восточной Германии).
Бернард продолжил попытки своих предшественников установить контроль над церковными владениями в Каринтии. Он вмешался в борьбу епископа Гурка со своим сюзереном архиепископом Зальцбурга и добился того, что в 1208 году Гурк перешёл под непосредственное управление папы римского. Позднее Зальцбург восстановил контроль над епископством, однако автономия Гурка была сильно расширена.
В Германии Бернард был верным союзником Гогенштауфенов и неоднократно участвовал в походах Фридриха II в Италию. В 1213 году Бернард женился на Юдитте Чешской, дочери короля Чехии Пржемысла Оттокара I, что способствовало складыванию прочного чешско-каринтийского военно-политического союза противостоящего усилению влияния Австрии в регионе.
С 1232 года развернулся затяжной конфликт между Бернардом и австрийским герцогом Фридрихом II Бабенбергом за власть в Крайне. Первоначально успех сопутствовал Фридриху, который в 1245 году короновался герцогом Крайны. Однако после смерти австрийского герцога в 1246 году, не оставившего наследников мужского пола, Бернард захватил Крайну и, женив своего сына Ульриха III на Агнессе Меранской, вдове Фридриха II и наследнице прав Андексской династии на Крайну и Истрию, обеспечил присоединение Крайны к владениям Спанхеймов.

## Брак и дети
- Юдитта Чешская (ум. 1230), дочь Пржемысла Оттокара I, короля Чехии:

Ульрих III (ум. 1269), герцог Каринтии (c 1256 г.)
Бернард
Филипп (ум. 1279), архиепископ Зальцбурга (1247—1256) и патриарх Аквилеи (1256—1272)
Маргарита (ум. ок. 1249)